# Nejc Cehte
Nejc Cehte (* 4. September 1992 in Brežice) ist ein slowenischer Handballspieler. Der 1,96 m große rechte Rückraumspieler spielt seit 2023 für den nordmazedonischen Erstligisten RK Eurofarm Pelister und steht zudem im Aufgebot der slowenischen Nationalmannschaft. Sein älterer Bruder Klemen ist ebenfalls Handballnationalspieler.

## Karriere

### Verein
Nejc Cehte spielte in der Jugend für RK Krško. Bereits mit 15 Jahren gab der Linkshänder sein Debüt in der ersten slowenischen Liga. Ab 2013 stand er beim RK Gorenje Velenje unter Vertrag. Mit Velenje nahm er an der EHF Champions League 2013/14 und 2017/18 sowie mehrfach am EHF-Pokal teil. Im EHF-Pokal 2014/15 erreichte das Team das Final Four in Berlin, unterlag dort jedoch in beiden Partien gegen Gastgeber Füchse Berlin und Skjern Håndbold. Zur Saison 2018/19 wechselte der Rückraumspieler in die deutsche Bundesliga zur TSV Hannover-Burgdorf. Mit den Niedersachsen erreichte er im DHB-Pokal 2018/19 das Final Four in Hamburg, wo man dem SC Magdeburg im Halbfinale mit 29:30 unterlag. Im EHF-Pokal 2018/19 schied er mit der TSV im Viertelfinale gegen die Füchse Berlin aus. In der Bundesliga erzielte Cehte 288 Tore in 129 Spielen, bevor er Hannover nach der Saison 2021/22 verließ.
Zur Saison 2022/23 unterschrieb der Slowene beim nordmazedonischen Meister RK Vardar Skopje. Nachdem Vardar wegen ausstehender Gehaltszahlungen von der Europäischen Handballföderation von allen Europapokalwettbewerben ausgeschlossen worden war, trat er den Vertrag nicht an. Stattdessen schloss er sich dem dänischen Erstligisten GOG an. Mit dem Team von der Insel Fünen gewann er 2023 den dänischen Pokal und die dänische Meisterschaft. Im Sommer 2023 wechselte er zum nordmazedonischen Verein RK Eurofarm Pelister.

### Nationalmannschaft
In der slowenischen Nationalmannschaft debütierte Cehte im Jahr 2017. Mit Slowenien belegte er bei den Mittelmeerspielen 2018 den fünften Platz. Zudem stand er im Aufgebot für die Europameisterschaften 2020 und 2022 sowie für die Weltmeisterschaft 2021. Bei der Weltmeisterschaft 2025 warf er acht Tore in vier Spielen und belegte mit dem Team den 13. Platz.
Bisher bestritt er 82 Länderspiele, in denen er 146 Tore erzielte.